# Mitochondriální matrix

Mitochondrie:
1 – interní membrána
2 – externí membrána
3 – mezimembránový prostor
4 – matrix

Matrix mitochondrie je koloidní roztok uvnitř vnitřní membrány mitochondrií. Obsahuje enzymatický systém, který podmiňuje funkci Krebsova cyklu.